# Аль-Хаджери, Фахед
Фахад Аль-Хаджери (араб. فهد الهاجري‎; 10 ноября 1990; Кувейт) — кувейтский футболист, защитник клуба «Аль-Кувейт» и сборной Кувейта.

## Карьера
Фахад начал свою карьеру в кувейтском клубе «Аль-Тадамон». За четыре года в чемпионате Аль-Хаджери сыграл 56 матчей и забил 6 голов. В 2013 году игрок перешёл в «Аль-Салмию», где провёл два года. Отыграв в клубе за два сезона, покинул клуб и перешёл в «Аль-Кувейт». Спустя два года отправился в аренду в саудовский клуб «Аль-Иттифак». В сезоне 2017/18 игрок сыграл 6 матчей за клуб.